# Georg Kantz
Georg Kantz (* 6. Dezember 1896 in Triest; † 3. November 1973) war ein österreichischer Mathematiker und Hochschullehrer.

## Leben
Georg Kantz wurde am 6. Dezember 1896 im damals österreichisch-ungarischen Triest geboren. Er studierte an der Karl-Franzens-Universität Graz und promovierte 1928 bei Anton Rella mit der Dissertation „Eine Koeffizientenbestimmung nebst Beiträgen zur additiven Zahlentheorie“. An seiner Alma Mater wurde er zum Professor berufen und reiste in dieser Funktion 1936 zum Internationalen Mathematikerkongress in Oslo. Noch vor dem Anschluss Österreichs engagierte Kantz sich für den Nationalsozialismus, am 26. Mai 1938 beantragte er dann die Aufnahme in die NSDAP und wurde rückwirkend zum 1. Mai desselben Jahres aufgenommen (Mitgliedsnummer 6.268.491). Später galt er als Altparteigenosse und bekam die „Ostmark-Medaille“ verliehen. Georg Kantz veröffentlichte zudem in der rassenideologische Positionen vertretenden Zeitschrift „Deutsche Mathematik“.
Im Gegensatz zu vielen anderen Nationalsozialisten wurde Kantz nach dem Zweiten Weltkrieg nicht amtsenthoben und konnte nach kurzer Unterbrechung am Lehrstuhl ab 1946 weiter unterrichten. Das Gutachten von 1946 bescheinigte ihm einer ausgezeichneter Lehrer zu sein und machte die nicht korrekte Aussage, dass er weder Mitglied der NSDAP noch einer ihrer Gliederungen gewesen sei.

## Schaffen
Georg Kantz spezialisierte sich auf die Theorie der algebraischen Zahlkörper. Sein ebenso benanntes, 1944 vollendetes und über tausendseitiges Hauptwerk blieb allerdings aufgrund der Kriegs- und Nachkriegsumstände unveröffentlicht. Der Zahlentheoretiker Alexander Aigner erhielt bei ihm 1947 eine Assistentenstelle. Im Jahre 1957 promovierte bei ihm der Statistiker Franz Josef Schnitzer.
Georg Kantz starb am 3. November 1973.

## Publikationen
- Eine Koeffizientenbestimmung nebst Beiträgen zur additiven Zahlentheorie, Dissertation, 1928
- Über einen Satz aus der Theorie der biquadratischen Reste. In: Deutsche Mathematik, 1940.
- Neue Herleitung der Darstellung der Potenzsummen der Wurzeln eines normierten Polynoms {\displaystyle n}-ten Grades von {\displaystyle x} durch seine Koeffizienten. In: Deutsche Mathematik, 1940.
- Zerfällung einer Zahl von Summanden. In: Deutsche Mathematik, 1940.
- Über die Auflösung der Gleichung: {\displaystyle \!\ \varphi (x)=n}, wenn {\displaystyle \!\ \varphi (m)} die Anzahl derjenigen natürlichen Zahlen bezeichnet, welche relativ prim zur natürlichen Zahl {\displaystyle m} und kleiner als {\displaystyle m} sind. In: Deutsche Mathematik, 1941.
- Beziehungen zwischen den Koeffizienten einer analytischen Funktion und ihrer Umkehrfunktion, In: Monatshefte für Mathematik 59, 1955, Weblink.
- Über den Typus eines Zerlegungsringes, In: Monatshefte für Mathematik 59, 1955, Weblink.
- Eine für die Theorie der relativ-abelschen Körper grundlegende Abelsche Operatorgruppe, In: Monatshefte für Mathematik 61, 1957, Weblink.